# Araz-Naxçıvan PFK
Araz-Naxçıvan PFK  (aserbaidschanisch Araz-Naxçıvan Peşəkar Futbol Klubu) ist ein aserbaidschanischer Fußballverein aus Naxçıvan.

## Geschichte
Der Verein wurde 1967 gegründet und spielte bis zum Zusammenbruch der Sowjetunion in der zweiten Liga und stellte danach den Spielbetrieb ein. Erst 2000 wurde der Verein reaktiviert, zog sich wegen finanzieller Schwierigkeiten zwei Jahre später wieder zurück. 2013 wurde der Verein wieder hergestellt und ein Jahr später wurde der Aufstieg in die 1. Liga geschafft.
Araz-Naxçıvan zog sich am 3. November 2014 aufgrund von „fortgesetzter parteiischer Schiedsrichterentscheidungen“ aus dem Spielbetrieb zurück. Alle bis dahin absolvierten Partien wurden annulliert. Seit der Saison 2023/24 spielt der Klub wieder in der ersten Liga. Mit dem 3. Platz in der Saison 2024/25 erreichte der Klub erstmals die Teilnahme an einem europäischen Wettbewerb.

## Namensänderungen
- 1967 – MFK Araz Naxçıvan
- 1991 – FK Bayramli Naxçıvan
- 1998 – MFK Araz Naxçıvan
- 2013 – Araz-Naxçıvan PFK

## Europapokalbilanz
| Saison  | Wettbewerb             | Runde                  | Gegner            | Gesamt | Hin     | Rück    |
| ------- | ---------------------- | ---------------------- | ----------------- | ------ | ------- | ------- |
| 2025/26 | UEFA Conference League | 2. Qualifikationsrunde | Aris Thessaloniki | 4:3    | 2:1 (H) | 2:2 (A) |
| 2025/26 | UEFA Conference League | 3. Qualifikationsrunde | Omonia Nikosia    | 0:9    | 0:4 (H) | 0:5 (A) |

Gesamtbilanz: 4 Spiele, 1 Sieg, 1 Unentschieden, 2 Niederlagen, 4:12 Tore (Tordifferenz −8)

## Kader 2025/26
Stand: Juli 2025
| Nr. |                 | Position | Name                 |
| --- | --------------- | -------- | -------------------- |
| 2   | Aserbaidschan   | MF       | Gara Garayev         |
| 3   | Aserbaidschan   | AB       | Bəxtiyar Həsəalızadə |
| 4   | Brasilien       | AB       | Igor Ribeiro         |
| 5   | Aserbaidschan   | AB       | Slavik Alkhasov      |
| 6   | Kap Verde       | MF       | Patrick Andrade      |
| 7   | Frankreich      | ST       | Hamidou Keyta        |
| 9   | Marokko         | MF       | Ayyoub Allach        |
| 10  | Brasilien       | ST       | Felipe Santos        |
| 11  | Deutschland     | ST       | Ba-Muaka Simakala    |
| 12  | Moldau Republik | TW       | Cristian Avram       |
| 14  | Aserbaidschan   | ST       | Ülvi İsgəndərov      |
| 16  | Brasilien       | ST       | Ramon Machado        |
| 17  | Burkina Faso    | AB       | Issouf Paro          |
| 19  | Israel          | MF       | Bar Cohen            |

| Nr. |               | Position | Name               |
| --- | ------------- | -------- | ------------------ |
| 20  | Aserbaidschan | MF       | Turan Valizada     |
| 22  | Aserbaidschan | AB       | Elchin Mustafayev  |
| 23  | Portugal      | ST       | Nuno Rodrigues     |
| 24  | Aserbaidschan | MF       | Mustafa Əhmədzadə  |
| 26  | Aserbaidschan | AB       | Omar Buludov       |
| 29  | Brasilien     | MF       | Wanderson          |
| 34  | Aserbaidschan | AB       | Urfan Abbasov      |
| 70  | Frankreich    | ST       | Charles Boli       |
| 77  | Brasilien     | AB       | Bruno Franco       |
| 88  | Aserbaidschan | MF       | Tuhay Alizade      |
| 94  | Aserbaidschan | TW       | Tarlan Ahmedli     |
|     | Aserbaidschan | AB       | Rahil Mammadov     |
|     | Aserbaidschan | MF       | Ramin Nasirli      |
|     | Aserbaidschan | ST       | Bayramali Qurbanov |